# 中外医事新報
『中外醫事新報』（ちゅうがいいじしんぽう）は、戦前の日本で刊行された、医学の学術雑誌である。

## 概要
1880年（明治13年）に私立奨進医会（1927年に日本醫史學會（日本医史学会）と改称）により発刊され、以降1940年（昭和15年）の1286号まで刊行された。創刊時の出版者は中外医事新報社の原田貞吉である。
後継誌は『日本醫史學雜誌』で、通巻1287号（1941年1月）から1334号（1944年12月）ののち、巻名体系を変更して通巻1335号を5巻1号（1954年1月）とした。